# Xian de Fangshan (Shanxi)
Pour les articles homonymes, voir Fangshan.
Le xian de Fangshan (方山县 ; pinyin : Fāngshān Xiàn) est un district administratif de la province du Shanxi en Chine. Il est placé sous la juridiction de la ville-préfecture de Lüliang.

## Démographie
La population du district était de 134 038 habitants en 1999.